# Senatens justitiedepartement
Senatens justitiedepartement var i Finland under den ryska tiden  den ena av senatens två avdelningar.
Senatens justitiedepartement fungerade som högsta domstol och hade dessutom vissa administrativa befogenheter på rättsväsendets område, såsom avgörande av besvär över domarämbetens besättande och utnämning av hovrättsämbetsmän. Departementet bestod av minst 10 ledamöter; tillsammans med senatens andra avdelning, ekonomiedepartementet, bildade justitiedepartementet senatens plenum, den egentliga regeringen. Justitiedepartementet ombildades 1918 till Högsta domstolen.

## Viceordförande för justitiedepartementet
- Carl Edvard Gyldenstolpe (1822–1831)
- Axel Gustaf Mellin (1831–1854)
- Lars Sackleen (1854–1865)
- Otto Reinhold af Schultén (1865–1874)
- Robert Isidor Örn (1874–1877)
- Johan Philip Palmén (1877–1896)
- Robert Montgomery (1896–1898)
- Theodor Cederholm (1898–1900)
- Carl August af Nyborg (1900–1902)
- Johan Gustaf Sohlman (1902–1905)
- Rabbe Axel Wrede (1905–1909)
- Daniel Woldemar Åkerman (1910–1913)
- Felix Saarikoski (1913–1917)
- August Nybergh (1917–1918)